# Португальская Западная Африка
Португальская Западная Африка (порт. Africa Ocidental Portuguesa), или Португальская Ангола — название колониального владения Португальской колониальной империи в Юго-Западной Африке. Ныне — Ангола.

## История
В 1485 году португальцы окончательно укрепились в Гвинейском заливе. В 1490 году португальские корабли впервые появились у берегов Анголы. В 1574 году экспедиция во главе с Паулу Диашем начала исследование данной территории. Вскоре в Анголу прибыли первые проповедники католичества и работорговцы. В 1575 году был установлен контроль над Луандой. С 1580 года местные племена начали борьбу против португальцев. В 1597 году португальские войска подавили сопротивление.
В первой половине XVII века опять разгорелась война против колонистов под предводительством Зинги Мбанди Нголы. В 1617 году португальцами была захвачена Бенгела. Они были на время изгнаны из страны. В 1641 году Луанда была уступлена голландцам, но в 1648 году возвращена португальцам. К 1671 году восстание Зинги Мбанди Нголы полностью подавили.
До XIX века португальцы лишь контролировали территории у побережья Атлантики. В XIX веке началась их экспансия во внутренние районы Анголы.
После Второй мировой войны в Анголу потекло большое количество эмигрантов.
В 1975 году Ангола получила независимость.